# ランディス・ギア
ランディス+ギア（Landis+Gyr）は、スマートメーターや超音波ガスメーターなどのエネルギー計器、通信装置や関連ソフトウェアや技術を扱う企業。スイスのツーク州に本社を置き、30カ国以上に45の傘下企業を保有している多国籍企業。
2011年、23億米ドルで東芝に買収された。その後、持株会社の株式の60%を東芝、40%を産業革新機構の子会社が保有してきたが、2017年7月にスイス証券取引所に上場。東芝及び産業革新機構は保有全株式を売却した。

## 歴史
ランディス・ギアはもともとリチャード・テイラー（Richard Theiler）によって「電気技術研究所テイラー＆カンパニー」として1896年に設立された。1905年、会社は経営者としてリチャード・テイラーを継いだハインリヒ・ランディス（Heinrich Landis）とカール・ハインリヒ・ギア（Karl Heinrich Gyr）にちなんでランディス＆ギアに改称された。ランディス・ギアは計測機器、エネルギー公益事業用の電力、熱、ガスなどのシステムやサービスなどの分野の設計や製造を行う会社になった。
1924年ランディス・ギアはオーストラリアとニューヨークに初の海外事務所を設立して世界進出を始めた。計測機器に加えて、1940年には火災安全装置の製造に経営を拡大し、この商品を扱うサーベラス・リミテッドが設立された。サーベラス社は後にドイツのエレクトロワット（Elektrowatt）に買収され、現在はシーメンスビルテクノロジの一部となっている。

### 買収
- 1976年 – ランディス・ギアはインディアナ州ラファイエットのダンカン・エレクトロニクスに買収された。
- 1987年 - シカゴのMCCパワーズ（MCC Powers）に買収された。MCCパワーはアメリカの建築運営市場の老舗企業で、国際市場の自由化と規制緩和に刺激され、ランディス・ギアは事業を電子製品の開発や展開に再指向した。
- 1990年代末 - 90年代後半、ランディス・ギアはエレクトロワット、コールバーグ・クラビス・ロバーツ、シーメンスなどいくらかの投資家や所有者の手を経た。
- 2004年 - オーストラリア企業バヤード・キャピタルに金額未詳で買収された。バヤードは英国の計測器会社Ampy Automation-Digilogも買収しており、さらに計測機器企業の買収を行い、2008年5月にはランディス・ギアが計測機器グループ全体の名前となった。バヤード所有時に組織再編が行われ、北アメリカ、南アメリカ、イギリス、ヨーロッパ、アジア太平洋の地域での全ての同様の活動と提携する地域構造に移った。
- 2006年 - フィンランドのEnermet Groupとアメリカ合衆国のHunt Technologies及びCellnet Technologiesに買収される。
- 2011年 - 東芝に23億米ドルで買収される。
- 2017年 - 持株会社がスイス証券取引所に上場。東芝及び産業革新機構との資本関係がなくなる。

## 事業
様々な公益事業が、スマートメーターの展開で消費者のエネルギー管理の需要を満たすためにランディス・ギアの製品を利用または機器の共同開発を行っている。以下の会社がランディス・ギアと事業を行っている。
- 欧州・中東・アフリカ：ブリティッシュ・ガス（英語版）、イベルドローラ、エレクトリシテ・レゾー・ディストリビューション・フランス (ERDF)、E.ON; Järvi-Suomen Energia Oy、バッテンフォール、エスコム（英語版）、RWE
- アジア太平洋：エナジェックス（英語版）、アーゴン・エナジー（英語版）、オースグリッド（英語版）、エッセンシャル・エナジー（英語版）、ウェスタン・パワー（英語版）、ESTA（英語版）、ジェネシス・エナジー（英語版）、メラルコ、CLP、シンガポール電力（英語版）
- 北アメリカ：オンコー・エナジー（英語版）PG&E、ハイドロ・ケベック、AEPテキサス（英語版）
- 南アメリカ：COPEL、AES エレトロパウロ、Ampla、ライト、CEMIG、パラグアイ電力庁(ANDE)、ボリビア地域電力協同組合(CRE)、エデスール（英語版）、CODENSA

## 表彰など
- グリーンテックメディア（英語版）のグリッド・エッジ20[3]。
- フロスト・アンド・サリバン（英語版）の2013年度国際高度メータリングインフラ企業[4]
- 2013年IBMビーコン賞、エネルギーとユーティリティーのベストインダストリーソリューション部門[5]
- コネクテッド・ワールド トップ100革新企業 - コネクテッド・ワールドマガジンによって、重要な市場牽引力を発揮し接続性のあり方を変える技術を追求する企業として世界トップ100に選定された[6]。
- RoSPA ゴールドメダル賞 - ランディス・ギアUK社はイギリス王立災害防止協会（英語版）から6年連続でゴールドメダルを受賞している[7]。
- グローバル・クリーンテック100 – 2010年にスマートグリッド製品とサービスを提供する働きに対して過去の実績だけでなく、今後数年のエネルギー産業で期待される影響が認められて表彰された[8]。
- インダストリー・ウィーク ベスト工場2010 - メキシコレイノサの製造工場が2010年度北アメリカの工場ベスト10に選ばれた[9]。

## 註
1. ↑  Alpeyev, Pavel (2011年5月19日). “Toshiba to Buy Meter Maker Landis+Gyr for $2.3 Billion in Smart Grid Boost”.   Bloomberg.com. 2012年12月17日閲覧。
2. ↑  “History Siemens Building Technologies”.   Buildingtechnologies.siemens.com (1998年10月1日). 2012年12月17日閲覧。
3. ↑  “Grid Edge 20: Companies Transforming the US Power Sector”.   Greentechmedia.com. 2014年4月3日閲覧。
4. ↑  “Frost & Sullivan 2013 Global Company of the Year Award Conferred on Landis+Gyr”.   Frost.com. 2013年9月3日閲覧。
5. ↑  “2013 Beacon Awards”.   IBM Partner World. 2013年9月3日閲覧。
6. ↑  “CW2013 100”.   connectedworldmag.com/. 2013年9月3日閲覧。
7. ↑  “Gold Medal Awards”.   Rospa.com. 2012年12月17日閲覧。
8. ↑  “2010 Global Cleantech 100”.   Cleantechblog.com (2010年10月18日). 2012年12月17日閲覧。
9. ↑  Minter, Steve (2010年12月14日). “Industry Week Best Plants 2010”.   Industryweek.com. 2012年12月17日閲覧。

- “History Landis+Gyr”.   Landisgyr.com. 2012年12月17日閲覧。